# Francocràcia

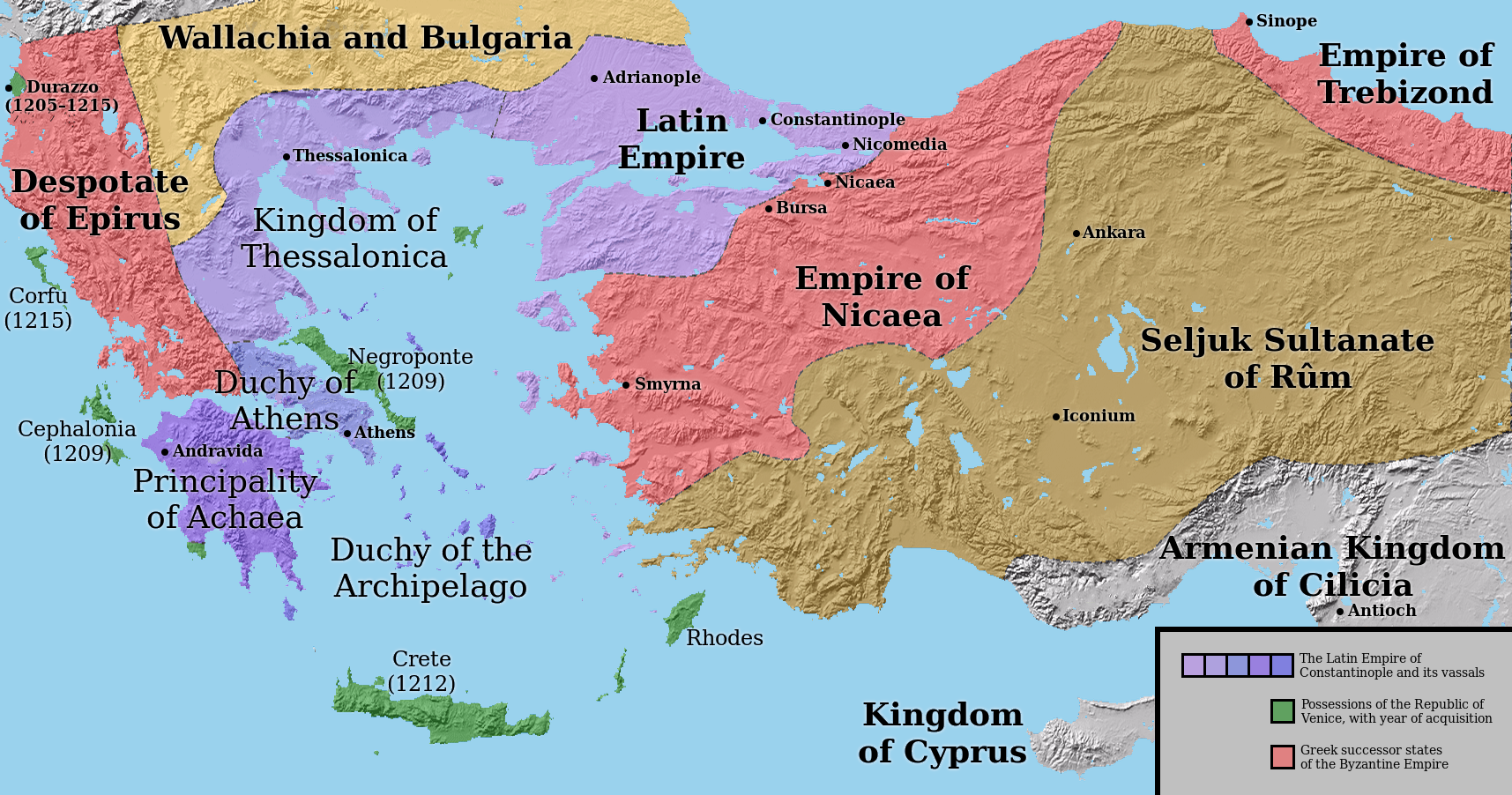
El començament de la Francocràcia: la divisió de l'Imperi Romà d'Orient després de la Quarta Croada.

Estats grecs i llatins al sud de Grècia cap al 1210

El Mediterrani oriental ca. 1450 dC. S'hi mostren l'Imperi Otomà, la part que sobrevivia de l'Imperi Romà d'Orient (en lila) i les diverses possessions llatines a Grècia.

La Francocràcia (grec: Φραγκοκρατία, Frankokratía, lit. 'Francocràcia', 'govern dels francs'), també coneguda com a Llatinocràcia (grec: Λατινοκρατία, Latinokratía, 'govern dels llatins') i, pels dominis venecians, Venetocràcia (grec: Βενετοκρατία, Venetokratía o Ενετοκρατία, Enetokratia), fou el període de la història de Grècia després de la Quarta Croada (1204), quan es van establir un nombre d'estats croats principalment francesos i italians al territori del dissolt Imperi Romà d'Orient.
El terme deriva del fet que els grecs ortodoxos anomenaven els catòlics europeus occidentals «llatins», la major part dels quals eren d'origen francès («francs») o venecià. L'abast del període de francocràcia varia segons cada regió: la situació política era molt volàtil, i els estats francs es van fragmentar i canviar de mans, i en molts casos foren reconquerits pels estats successors grecs.
Amb l'excepció de les Illes Jòniques i algunes fortaleses isolades que van romandre en mans dels venecians fins al segle xix, el final de la francocràcia en terres gregues va arribar amb la conquesta otomana, principalment entre els segles xiv i xvi, que va portar el període conegut com a «turcocràcia» ('govern dels turcs').

## Estats croats francs i llatins
- L'Imperi Llatí (1204–1261), amb centre a Constantinoble i englobant Tràcia i Bitínia, mentre també exercia sobirania nominal sobre altres estats croats. Els seus territoris es van reduir gradualment fins poc més de la capital, que va acabar sent capturada per l'Imperi de Nicea el 1261.
  - Ducat de Filipòpolis (1204 – després de 1230), feu de l'Imperi Llatí al nord de Tràcia, fins que va ser capturat pels búlgars.
  - Lemnos formava un feu de l'Imperi Llatí sota la família veneciana Navigajoso des del 1207 fins a la seva conquesta per part dels romans d'Orient el 1278. Els seus governants tenien el títol de megaduc ('gran duc') de l'Imperi Llatí.
  - El Regne de Tessalònica (1205–1224), que englobava Macedònia i Tessàlia. La curta existència del regne va ser marcada per guerres constant amb el Segon Imperi Búlgar; eventualment, fou conquerit pel Despotat de l'Epir.
  - El Comtat de Salona (1205–1410), amb seu a Salona (actual Amfissa), com Bodonitza, es va formar com a estat vassall del Regne de Tessalònica, i més endavant va ser sota la influència d'Acaia. Va ser governada pels catalans i els navarresos durant el segle xiv, abans de ser venut als hospitalers el 1403. Finalment, va ser conquerit pels otomans el 1410.
  - El Marquesat de Bodonitza (1204–1414), com Salona, es va crear originàriament com a estat vassall del Regne de Tessalònica, però més endavant va passar a influència d'Acaia. El 1335, la família veneciana Giorgi en va prendre el control, i hi va governar fins a la conquesta otomana el 1414.
  - El Principat d'Acaia (1205–1432), que englobava la península de Morea o del Peloponès. Ràpidament es va convertir en l'estat croat més fort, i va prosperar fins i tot després del final de l'Imperi Llatí. El seu rival principal era el Despotat de Morea romà d'Orient, que més endavant reeixiria en conquerir el principat. També va exercir sobirania sobre la Senyoria d'Argos i Nàuplia (1205–1388).
  - El Ducat d'Atenes (1205–1458), amb les seves dues capitals Tebes i Atenes, i englobant Àtica, Beòcia i parts del sud de Tessàlia. El 1311, el ducat va ser conquerit per la Gran Companyia Catalana, i el 1388, va passar a mans de la família florentina d'Acciaiuoli, que la va dominar fins a la conquesta otomana de 1456.
  - El Ducat de Naxos o de l'Arxipèlag (1207–1579), fundat per la família Sanudo, contenia la major part de les Cíclades. El 1383, va passar a mans de la família Crispo. El Ducat va esdevenir un vassall otomà el 1537, i finalment es va annexar a l'Imperi Otomà el 1579.
  - La Triarquia de Negrepont (1205–1470), que englobava l'illa de Negrepont (Euboea), originalment vassall de Tessalònica, després d'Acaia. Es va fragmentar en tres baronies (terzi o «triarquies»), cadascuna governada per dos barons barons (els sestieri). Aquesta fragmentació va permetre que Venècia guanyés influència com a mediadors. El 1390, Venècia havia establert control directe de l'illa sencera, que va romandre a mans seves fins al 1470, quan va ser capturada pels otomans.
- El Comtat Palatí de Cefalònia i Zacint (1185-1479). Englobava les Illes Jòniques de Cefalònia, Zacint, Ítaca, i, a partir de ca. 1300, també Lèucada (Santa Maura). Creat com a vassall del Regne de Sicília, fou governat per la família Orsini entre el 1195 i el 1335, i després d'un curt interludi de regnat angeví, el país va passar a la família Tocco el 1357. El país estava dividir entre Venècia i els otomans el 1479.
- Rodes es va convertir en la seu de l'orde militar monàstic dels hospitalers de Sant Joan el 1310, i els cavallers van mantenir el control de l'illa (i les illes veïnes del grup d'illes del Dodecanès) fins que van ser expulsats pels otomans el 1522.
- Diversos dominis genovesos a l'Egeu del nord-est:
  - Els feus de la família Gattilusi, sota sobirania nominal romana d'Orient, sobre l'illa de Lesbos (1355–1462) i més endavant també de les illes de Lemnos, Thasos (1414–1462) i Samotràcia (1355–1457), com també la ciutat tràcia d'Ainos (1376–1456).
  - La Senyoria de Quios amb el port de Foça. El 1304–1330 sota la família Zaccaria, i, després d'un interludi romà d'Orient, des del 1346 i fins a la conquesta otomana el 1566 sota la companyia Maona di Chio e di Focea.
- La República de Venècia va acumular diverses possessions a Grècia, que va formar part del seu Stato da Màr. Algunes van sobreviure fins al final de la República el 1797:
  - Creta, també coneguda com a Càndia, (1211–1669),[1] una de les possessions d'ultramar més importants de la República, tot i revoltes freqüents de la població grega, fins a la captura dels otomans a la Guerra de Creta.[2]
  - Corfú (1207–1214 i 1386–1797), fou capturada per Venècia del seu governador genovès poc després de la Quarta Croada. Aviat l'illa fou reconquerida pel Despotat de l'Epir, però va ser capturada el 1258 pel Regne de Sicília. L'illa va seguir sota control angeví fins al 1386, quan Venècia va reimposar-hi el seu control, que duraria fins al final de la República.
  - Lèucada (1684–1797), originalment part del comtat palatí i el Despotat de l'Epir, governat pels Orsini, va passar a domini otomà el 1479, i fou conquerit pels venecians el 1684 durant la Guerra de Morea.
  - Zacint (1479–1797), originalment part del comtat palatí i el Despotat de l'Epir, governat pels Orsini, va passar sota control dels venecians el 1479
  - Cefalònia i Ítaca (1500–1797), originalment part del comtat palatí i el Despotat de l'Epir, governat pels Orsini, va passar a domini otomà el 1479, que foren conquerits pels venecians el desembre de 1500.[3]
  - Tinos i Míconos, llegades a Venècia el 1390.[4]
  - diverses fortaleses costaneres al Peloponès i a la Grècia continental: 
    - Modó i Coró, ocupades el 1207, confirmat pel Tractat de Sapienza,[5] i en domini fins que foren preses pels otomans l'agost de 1500.[6]
    - Nàuplia (Napoli di Romania italiana), obtinguda a través de la compra de la Senyoria d'Argos i Nàuplia el 1388,[7] en domini fins que va ser capturada pels otomans el 1540.[8]
    - Argos, obtinguda a través de la compra de la Senyoria d'Argos i Nàuplia però presa pel Despotat de Morea i no entregada a Venècia fins al juny de 1394,[7] en domini fins a la seva captura pels otomans el 1462.[9]
    - Atenes, obtinguda el 1394 dels hereus de Neri I Acciaiuoli, però perduda a mans del fill bastard Antoni el 1402–03, un fet reconegut per la República en un tractat el 1405.[10]
    - Parga, ciutat portuària a la costa de l'Epir, obtinguda el 1401. Fou governada com a dependència de Corfu, i va romandre-hi fins i tot després de la República de Venècia el 1797, finalment essent cedida pels britànics a Alí Paixà el 1819.[4]
    - Lepant (Naupacte), port a Etòlia, breument capturada per un capità venecià el 1390, el 1394 els seus habitants van oferir entregar-la a Venècia, però fou rebutjat. Finalment va ser venuda a Venècia el 1407 pel seu governador albanès, Pol Spata,[11][12] i perduda als otomans el 1540.[8]
    - Patres, llogada el 1408–13 i 1417–19, per 1.000 ducats per anys, de l'Arquebisbe Llatí de Patres, que esperava així frustrar una conquesta turca o romana d'Orient de la ciutat.[13][14]
    - Les Espòrades Septentrionals (Escíatos, Escòpelos, i Alònissos), eren possessions romanes d'Orient que van passar a domini dels venecians després de la caiguda de Constantinoble el 1453. Van ser capturades pels otomans sota Khair ed-Din Barba-rossa el 1538.
    - Monembasia (Malvasia), una avançada romana d'Orient no conquerida pels otomans el 1460, va acceptar el regnat venecià fins que va ser capturada pels otomans el 1540.[15]
    - Vonitsa a la costa de l'Epir, capturada el 1684 i mantinguda com a exclavament continental de les Illes Jòniques fins al final de la República.
    - Préveza a la costa de l'Epir, ocupada durant la Guerra de Morea (1684–99), recapturada el 1717 i mantinguda com a exclavament continental de les Illes Jòniques fins al final de la República.

  - Tota la península del Peloponès o Morea fou conquerida durant la Guerra de Morea durant els 1680 i va convertir-se en una colònia com a Regne de Morea, però es va tornar a perdre a mans dels otomans el 1715.